# Liste de peintures de Jean-Louis Forain
Liste de peintures de Jean-Louis Forain (1852-1931).
| Image | Genre          | Titre                                        | Date      | Technique                                  | Dimensions     | Lieu de Conservation                             | Référence                                        |
| ----- | -------------- | -------------------------------------------- | --------- | ------------------------------------------ | -------------- | ------------------------------------------------ | ------------------------------------------------ |
|       | Scène de genre | La Belle Véronique                           | 1877 vers | aquarelle                                  | 40 × 26 cm     | Dixon Gallery and Gardens, Memphis               | Musée consulté le 22 février 2023                |
|       | Scène de genre | L'Admirateur                                 | 1877-1779 | huile sur toile                            | 20 × 15 cm     | musée des Beaux-Arts de Houston                  | Musée consulté le 26 février 2023                |
|       | Scène de genre | Le Salon                                     | 1878      |                                            |                | Albi, musée Toulouse-Lautrec                     | [réf. nécessaire]                                |
|       | Portrait       | Portrait de J-K. Huysmans                    | 1878      | pastel                                     | 55 × 44 cm     | Paris, musée d'Orsay                             | Musée                                            |
|       | Scène de genre | Le Bar aux Folies-Bergère                    | 1878      | aquarelle                                  | 32 × 20 cm     | New York, Brooklyn Museum                        | Musée consulté le 22 février 2023                |
|       | Scène de genre | Salon parisien                               | 1878 vers | gouache sur papier                         | 42 × 33 cm     | Memphis, Dixon Gallery and Gardens               | Musée consulté le 22 février 2023                |
|       | Scène de genre | Intérieur de café                            | 1879      | aquarelle et gouache                       | 33 × 26 cm     | Memphis, Dixon Gallery and Gardens               | Musée consulté le 25 février 2023                |
|       | Scène de genre | L'Anglais au promenoir                       | 1879 vers | gouache sur papier                         | 32 × 24 cm     | Musée d'Art moderne de Troyes                    | Ouvrage                                          |
|       | Scène de genre | Entracte, sur la scène                       | 1879      | aquarelle                                  | 35 × 27 cm     | Memphis, Dixon Gallery and Gardens               | Musée consulté le 22 février 2023                |
|       | Scène de genre | La Promenade                                 | 1880      | aquarelle                                  |                | Brême, Kunsthalle                                | Ouvrage                                          |
|       | Scène de genre | Le Client                                    | 1880 vers | aquarelle et gouache                       | 25 × 33 cm     | Dixon Gallery and Gardens, Memphis               | Musée consulté le 21 février 2023                |
|       | Scène de genre | Dans les coulisses                           | 1880 vers | huile sur toile                            | 46 × 38 cm     | Washington, National Gallery of Art              | Musée consulté le 12 février 2023                |
|       | Portrait       | La Dame à la cape de fourure                 | 1880 vers | huile sur toile                            | 22 × 16 cm     | Édimbourg, Galerie nationale d'Écosse            | Musée consulté le 12 février 2023                |
|       | Scène de genre | La Loge                                      | 1880 vers | huile sur toile                            | 56 × 50 cm     | Paris, musée Carnavalet                          | Paris Musées consulté le 26 février 2023         |
|       | Scène de genre | L'Orchestre                                  | 1880 vers | Pastel                                     | 46 × 37 cm     | Art Institute of Chicago                         | Muséeconsulté le 22 février 2023                 |
|       | Scène de genre | L'Hippodrome                                 | 1880 vers | aquarelle                                  | 38 × 45 cm     | Moscou, musée des beaux-arts Pouchkine           | RKDconsulté le 25 février 2023                   |
|       | Portrait       | Femme dans une chaise-longue                 | 1880 vers | huile sur panneau                          | 41 × 34 cm     | Oxford, Ashmolean Museum                         | Art UK consulté le 12 février 2023               |
|       | Scène de genre | Au Café de la Nouvelle Athènes               | 1880 vers | huile sur toile                            | 36 × 39 cm     | Département des arts graphiques, Musée du Louvre | Musée consulté le 25 février 2023                |
|       | Portrait       | La Femme aux affiches                        | 1880-1885 | huile sur toile                            | 56 × 46 cm     | Collection privée, Vente 2018                    | Catalogue Christie's consulté le 26 février 2023 |
|       | Portrait       | Portrait d'un acteur                         | 1880-1890 | huile sur toile                            | 69 × 59 cm     | Southampton City Art Gallery                     | Musée consulté le 12 février 2023                |
|       | Scène de genre | La Funambule                                 | 1880-1890 | huile sur toile                            | 46 × 38 cm     | Art Institute of Chicago                         | Musée consulté le 12 février 2023                |
|       | Scène de genre | Au Théâtre                                   | 1882      | aquarelle et plume                         | 33 × 49 cm     | Collection privée, Vente 2008                    | Catalogue Christie's consulté le 25 février 2023 |
|       | Scène de genre | Après le bal, le fêtard                      | 1882      | pastel sur papier                          | 31 × 47 cm     | Memphis, Dixon Gallery and Gardens               | Musée consulté le 25 février 2023                |
|       | Scène de genre | Femme respirant des fleurs                   | 1883      | pastel                                     | 74 × 60 cm     | Memphis, Dixon Gallery and Gardens               | Musée consulté le 22 février 2023                |
|       | Paysage        | Le Pêcheur                                   | 1884      | huile sur toile                            | 95 × 100 cm    | Philadelphia Museum of Art                       | Musée consulté le 12 février 2023                |
|       | Scène de genre | Le Buffet                                    | 1884      | huile sur toile                            |                | Paris, Musée Marmottan                           | Fiche Atlas                                      |
|       | Scène de genre | L'Absinthe ou Ouvrier demandant du champagne | 1885      | aquarelle                                  | 81 × 84 cm     | Paris, Musée Marmottan                           | Musée consulté le 27 février 2023                |
|       | Scène de genre | Femme à l'éventail rouge                     | 1885      | aquarelle et gouache                       | 33 × 25 cm     | Toulouse, Fondation Bemberg                      | Connaissance des arts                            |
|       | Portrait       | Esquisse d'une femme                         | 1885-1890 | pastel sur toile                           | 61 × 50 cm     | National Gallery of Art, Washington              | Musée consulté le 25 février 2023                |
|       | Nu             | Le Tub                                       | 1886-1887 | huile sur toile                            | 65 × 54 cm     | Londres, Tate Britain                            | Musée consulté le 12 février 2023                |
|       | Scène de genre | Le Carnet de bal                             | 1888 vers | pastel sur papier                          | 50 × 59 cm     | Collection privée, Vente 2010                    | Catalogue Sotheby's consulté le 26 février 2023  |
|       | Scène de genre | Danseuse                                     | 1890-1895 | huile sur toile                            | 60 × 48 cm     | Kunsthalle de Brême                              | Musée consulté le 12 février 2023                |
|       | Scène de genre | Les Courses à Longchamp                      | 1891 vers | huile sur toile                            | 74 × 93 cm     | Washington, National Gallery of Art              | Musée consulté le 12 février 2023                |
|       | Scène de genre | Le Champ de course                           | 1891 vers | huile sur toile                            | 80 × 115 cm    | Washington, National Gallery of Art              | Musée consulté le 25 février 2023                |
|       | Portrait       | Figure de femme                              | 1891      | pastel                                     | 31 × 22 cm     | Galerie Thiel, Stockholm                         | Musée consulté le 26 février 2023                |
|       | Scène de genre | La Confidence au bal Carton de mosaïque      | 1894      | gouache sur papier brun marouflé sur toile | 171 × 85 cm    | musée des Arts décoratifs (Paris)                | Musée consulté le 25 février 2023                |
|       | Scène de genre | Le Trottin de Paris                          | 1894      | gouache                                    |                | Petit Palais (Genève)                            | [réf. nécessaire]                                |
|       | Scène de genre | Le Ballet                                    | 1895      | huile sur toile                            | 61 × 50 cm     | Kunsthalle de Brême                              | Musée consulté le 12 février 2023                |
|       | Scène de genre | Music-Hall                                   | 1895-1896 | huile sur toile                            | 50 × 61 cm     | Saint-Pétersbourg, musée de l'Ermitage           | Musée consulté le 12 février 2023                |
|       | Scène de genre | Femme à sa toilette                          | 1895-1896 | Pastel                                     |                | Mexico, musée Soumaya                            | [réf. nécessaire]                                |
|       | Scène de genre | La Buveuse d'absinthe                        | 1895-1905 | huile sur toile                            | 20 × 13 cm     | Providence, Rhode Island Museum                  | Musée consulté le 12 février 2023                |
|       | Paysage        | Madame Forain pêchant à la ligne             | 1896      | huile sur toile                            | 95 × 101 cm    | Washington, National Gallery of Art              | Musée consulté le 12 février 2023                |
|       | Scène de genre | Sentence de vie                              | 1897      |                                            |                | Localisation inconnue                            | Article de 1922consulté le 27 février 2023       |
|       | Portrait       | Autoportrait                                 | 1898      | huile sur toile                            | 78 × 64 cm     | Paris, Petit Palais                              | ParisMusées consulté le 12 février 2023          |
|       | Scène de genre | Dans les coulisses                           | 1899      | huile sur toile                            | 60 × 74 cm     | Art Institute of Chicago                         | Musée consulté le 12 février 2023                |
|       | Scène de genre | L'Audition                                   | 1900 vers | huile sur toile                            | 75 × 60 cm     | Philadelphia Museum of Art                       | Musée consulté le 12 février 2023                |
|       | Scène de genre | Dans les coulisses                           | 1900 vers | pastel                                     | 111 × 144 cm   | Paris, Petit Palais                              | Paris Musées consulté le 22 février 2023         |
|       | Scène de genre | Départ, Le coup de vent                      | 1900 vers | huile sur toile                            | 112 × 145 cm   | Petit Palais, Paris                              | Paris Musées consulté le 26 février 2023         |
|       | Religieux      | Rencontre à Emmaüs                           | 1900-1910 | huile sur toile                            | 61 × 52 cm     | Pittsburgh, Carnegie Museum of Art               | Musée consulté le 12 février 2023                |
|       | Scène de genre | Une scène au tribunal                        | 1900-1910 | huile sur toile                            | 74 × 82 cm     | Galerie nationale d'Irlande, Dublin              | Musée consulté le 25 février 2023                |
|       | Scène de genre | Coulisse, Symphonie en bleu                  | 1900-1923 | huile sur bois                             | 55 × 45 cm     | Ohara Museum of Art                              | Google arts consulté le 25 février 2023          |
|       | Scène de genre | Paysanne en sabots de retour du marché       | 1900-1930 | aquarelle et pastel                        | 34 × 21 cm     | Québec, Musée national des beaux-arts du Québec  | Musée consulté le 22 février 2023                |
|       | Scène de genre | Scène de tribunal                            | 1901      | huile sur toile                            | 55 × 74 cm     | Londres, Tate Britain                            | Musée consulté le 12 février 2023                |
|       | Scène de genre | Le Tribunal                                  | 1902-1903 | huile sur toile                            | 60 × 73 cm     | Dublin, Galerie nationale d'Irlande              | Musée consulté le 12 février 2023                |
|       | Scène de genre | Danseuses en coulisses                       | 1904 vers | huile sur toile                            | 87 × 73 cm     | Manchester Art Gallery                           | Art UK consulté le 12 février 2023               |
|       | Scène de genre | Maternité                                    | 1904-1905 | huile sur toile                            | 65,7 × 81,4 cm | Art Institute of Chicago                         | [réf. nécessaire]                                |
|       | Scène de genre | Scène de tribunal                            | 1904-1910 | huile sur toile                            | 61 × 74 cm     | Providence, Rhode Island Museum                  | ParisMusées consulté le 12 février 2023          |
|       | Portrait       | Anna de Noailles                             | 1905 vers | huile sur toile                            | 100 × 91 cm    | Paris, musée Carnavalet                          | Musée consulté le 12 février 2023                |
|       | Scène de genre | Danseuses en rose                            | 1905 vers | huile sur toile                            | 60 × 74 cm     | Madrid, musée Thyssen-Bornemisza                 | Musée consulté le 12 février 2023                |
|       | Scène de genre | Danseuses dans les coulisses                 | 1905 vers | huile sur toile                            | 73 × 50 cm     | Collection privée, vente 2020                    | Catlogue Christie's consulté le 26 février 2023  |
|       | Scène de genre | L'Acquittement                               | 1905 vers | huile sur toile                            | 48 × 59 cm     | Collection Chagnaud-Forain                       | Institut de France                               |
|       | Portrait       | Portrait de l'artiste                        | 1906      | huile sur toile                            | 73 × 60 cm     | Paris, musée d'Orsay                             | Musée consulté le 12 février 2023                |
|       | Scène de genre | La Pétition                                  | 1906      | huile sur toile                            | 102 × 82 cm    | Washington, National Gallery of Art              | Musée consulté le 12 février 2023                |
|       | Scène de genre | Les Danseuses de la "Comédie"                | 1906      | huile sur toile                            | 66 × 81 cm     | Collection privée, Vente 2009                    | Catalogue Sotheby's consulté le 27 février 2023  |
|       | Scène de genre | La Plaidoirie                                | 1907      | huile sur toile                            | 65 × 81 cm     | Paris,musée d'Orsay                              | Musée consulté le 21 février 2023                |
|       | Scène de genre | Avocat et Accusé                             | 1908      | huile sur toile                            | 65 × 81 cm     | Tate Gallery,Londres                             | Musée consulté le 21 février 2023                |
|       | Scène de genre | La Palissade                                 | 1908 vers | huile sur toile                            | 81 × 66 cm     | Washington, National Gallery of Art              | Musée consulté le 21 février 2023                |
|       | Scène de genre | La Mère célibataire                          | 1909      | huile sur toile                            | 61 × 74 cm     | Bristol, Bristol City Museum and Art Gallery     | Art UK consulté le 21 février 2023               |
|       | Scène de genre | La Pétitionnaire                             | 1910 vers | huile sur toile                            | 61 × 74 cm     | Washington, National Gallery of Art              | Musée consulté le 21 février 2023                |
|       | Scène de genre | Scène de tribunal                            | 1910      | huile sur toile                            | 61 × 73 cm     | Musée national de Cardiff                        | Musée consulté le 21 février 2023                |
|       | Scène de genre | Danseuses                                    | 1910 vers | huile sur toile                            | 65 × 81 cm     | Musée des Beaux-Arts de Gand                     | Musée consulté le 25 février 2023                |
|       | Scène de genre | La Borne                                     | 1916      | huile sur toile                            | 54 × 65 cm     | Musée de l'Armée (Paris)                         | RMN consulté le 21 février 2023                  |
|       | Scène de genre | La Maison retrouvée                          | 1918      | huile sur toile                            | 72 × 91 cm     | Paris, musée d'Orsay                             | Musée consulté le 21 février 2023                |
|       | Scène de genre | La Réquisition                               | 1919 vers | huile sur toile                            | 50 × 61 cm     | Washington, National Gallery of Art              | Musée consulté le 21 février 2023                |
|       | Religieux      | Le Calvaire                                  | 1920 vers | huile sur toile                            | 80 × 118 cm    | Ottawa, Musée des beaux-arts du Canada           | Musée consulté le 21 février 2023                |
|       | Scène de genre | Artiste et Modèle                            | 1925      | huile sur toile                            | 54 × 65 cm     | Washington, National Gallery of Art              | Musée consulté le 21 février 2023                |
|       | Scène de genre | Le Charleston                                | 1926      | huile sur toile                            | 60 × 74 cm     | Washington, National Gallery of Art              | Musée consulté le 21 février 2023                |
|       | Scène de genre | Témoin confondu                              | 1926      | huile sur toile                            | 55 × 66 cm     | musée des Beaux-Arts de Boston                   | Musée consulté le 25 février 2023                |

## Dates non documentées
| Image | Genre          | Titre                                           | Date | Technique         | Dimensions   | Lieu de Conservation                        | Référence                                            |
| ----- | -------------- | ----------------------------------------------- | ---- | ----------------- | ------------ | ------------------------------------------- | ---------------------------------------------------- |
|       | Scène de genre | Scène dans les coulisses d'un théâtre           |      | huile sur toile   | 74 × 60 cm   | Oxford, Ashmolean Museum                    | Art UK consulté le 21 février 2023                   |
|       | Scène de genre | Le Veuf                                         |      | huile sur toile   | 141 × 100 cm | Paris, musée d'Orsay                        | Musée consulté le 21 février 2023                    |
|       | Portrait       | Buste d'un petit garçon au manteau rouge        |      | huile sur toile   | 45 × 40 cm   | Cambridge, Fitzwilliam Museum               | Art UK consulté le 21 février 2023                   |
|       | Scène de genre | La Salle d'attente                              |      | huile sur toile   | 60 × 73 cm   | Aberdeen, Art Gallery                       | Art UK consulté le 21 février 2023                   |
|       | Scène de genre | Scène de tribunal                               |      | huile sur toile   | 54 × 65 cm   | Paris, musée d'Orsay                        | Musée consulté le 21 février 2023                    |
|       | Scène de genre | Pause de la Cour                                |      | huile sur toile   | 61 × 73 cm   | New York, Metropolitan Museum of Art        | Musée consulté le 21 février 2023                    |
|       | Scène de genre | Danseuse assise                                 |      | huile sur toile   | 78 × 63 cm   | Oxford, Ashmolean Museum                    | Art UK consulté le 21 février 2023                   |
|       | Scène de genre | L'Atelier                                       |      | huile sur toile   | 73 × 60 cm   | Paris, musée d'Orsay                        | Musée consulté le 21 février 2023                    |
|       | Scène de genre | Soldat Allemand au milieu d'un cimetière        |      | huile sur toile   | 38 × 46 cm   | Paris, musée d'Orsay                        | Musée consulté le 21 février 2023                    |
|       | Scène de genre | Scènes de tribunal-Le Prétoire                  |      | huile sur bois    | 46 × 61 cm   | Saint-Denis-de-la-Réunion, musée Léon-Dierx | Iconothèque Océan indien consulté le 22 février 2023 |
|       | Scène de genre | Souvenir de Chantilly                           |      | huile sur toile   | 65 × 92 cm   | Collection privée, Vente 2008               | Art net consulté le 25 février 2023                  |
|       | Scène de genre | Après la danse                                  |      | huile sur toile   | 27 × 56 cm   | Collection privée, Vente 2018               | Catalogue Sotheby's consulté le 25 février 2023      |
|       | Scène de genre | Après Le verdict                                |      | huile sur toile   | 61 × 73 cm   | Collection privée, Vente 2009               | Catalogue Sotheby's consulté le 25 février 2023      |
|       | Scène de genre | Danseuse et Admirateur derrière la scène        |      | huile sur toile   | 60 × 73 cm   | Musée national des Beaux-Arts (Argentine)   | Musée consulté le 25 février 2023                    |
|       | Portrait       | La Dessinatrice                                 |      | huile sur toile   | 73 × 60 cm   | Collection privée, vente 2016               | Catalogue Aguttes consulté le 26 février 2023        |
|       | Scène de genre | Danseuse debout derrière un portant de coulisse |      | huile sur toile   | 46 × 61 cm   | Musée d'Orsay, Paris                        | Musée consulté le 26 février 2023                    |
|       | Scène de genre | La Danseuse                                     |      | huile sur toile   | 34 × 26 cm   | Musée national des Beaux-Arts (Argentine)   | Musée consulté le 26 février 2023                    |
|       | Scène de genre | La Danseuse aux bas roses                       |      | huile sur panneau | 41 × 45 cm   | Collection privée, Vente 1998               | Catalogue Christie's consulté le 26 février 2023     |
|       | Scène de genre | Le Petit Marin reveillant sa mère               |      | huile sur toile   | 65 × 54 cm   | Collection privée, Vente 2016               | Catalogue Sotheby's consulté le 26 février 2023      |